# Tod einer Brieftaube
Tod einer Brieftaube ist ein deutscher Fernsehfilm aus dem Jahr 2012 und der zweite Teil einer vierteiligen Kriminalfilmreihe von Holger Karsten Schmidt und Markus Imboden mit Hinnerk Schönemann in der Rolle des Detektivs Finn Zehender, die in der ZDF-Reihe „Fernsehfilm der Woche“ von 2011 bis 2014 ausgestrahlt wurde.

## Handlung
Der Privatdetektiv Finn Zehender hat sich in das kleine Dorf Aschberg zurückgezogen, wo er bei einem vorherigen Fall (Mörderisches Wespennest) einen Bauernhof aus dem Nachlass eines Mordopfers beim Memory-Wettbewerb gewonnen hat. Unglücklicherweise ist der Hof auch noch mit 150.000 Euro verschuldet. Die Zwangsversteigerung steht innerhalb von 72 Stunden an. Geld muss her. Stattdessen erscheint der an Amnesie leidende ehemalige Polizist Mühlfellner, der Zehender beweisen will, dass seine Waffe nicht geladen ist. Er schießt in die Luft und tötet dabei eine Brieftaube. Die Taube trug eine Nachricht eines Entführungsopfers, Lars Döbbelin, bei sich. Damit hat Zehender seinen Fall.
Lars’ Vater, der Millionär Jürgen Döbbelin, soll drei Millionen Euro an die Entführer bezahlen. Zehender bietet dem Vater an, gegen eine Prämie von 7,5 % des Lösegeldes dieses von den Entführern wiederzubeschaffen – eine Aufgabe, die seinen Worten nach für das in die Übergabe involvierte LKA keine Priorität hätte. Sein Hof wäre damit gerettet. Bei der anschließenden Geldübergabe kommt es jedoch zu Komplikationen. Mühlfellner, von Zehender in den Fall hinein gezogen, wird gefangen genommen und die Lösegeldforderung erhöht. Für die nächste Übergabe muss das LKA die zusätzliche geforderte Million beschaffen, da der Vater des Opfers das Geld nicht auftreiben kann. Nachdem in der mit der Auszahlung beauftragten Bankfiliale davon nichts bekannt ist, fordert Zehender mit vorgehaltener Waffe die Summe ein und das Chaos nimmt seinen Lauf.

## Kritiken
„Weiterer komödiantischer Kriminalfilm für Detektiv Zehender, der seine Aufgabe mit Mutterwitz erfüllen kann, wobei sich sein fotografisches Gedächtnis als äußerst hilfreich erweist.“

„Die Charaktere wirken nicht glatt gebügelt, sondern bestechen durch ihre eigentümlichen, eckigen Wesenszüge - allen voran Hauptdarsteller Hinnerk Schönemann. Eine eher ungewöhnliche Geschichte, in der es weniger um ein Abbild der Wirklichkeit geht, als um gute Gags und viele Skurrilitäten.“

„Der gut besetzte Krimi glänzt weniger mit einem originellen Plot als vielmehr mit lakonischer Situationskomik und Wortwitz. [...] Nicht jeder Gag zündet, manche Pointe ist so flach wie das Land hinterm Deich, aber 90 unterhaltsame Minuten Krimiunterhaltung bietet der Film auf jeden Fall.“

„Mit großer Lust auch am sinnfreien Blödeln benutzen Imboden und Schmidt Genre-Versatzstücke, sattsam bekannte Motive und leicht verrückte Dialoge des konventionellen Krimis. Das kann man durchaus herrlich skurril und hintersinnig finden – oder eben quatschdämlich. Nicht jeder Gag zündet so trocken, wie er gedacht ist; manchmal galoppiert die reine Albernheit davon. Auch das ist beabsichtigt. Man muss hier nicht unbedingt das Vorbild der Coen-Brüder bemühen. Hinnerk Schönemann, Thomas Thieme und dem Ensemble mit Daniela Schulz, Katja Danowski, Karoline Eichhorn und Jan-Gregor Kremp bei der Nichterfindung des tiefen Tellers zuzuschauen, macht jedenfalls Laune. Es kann bei ernsthafteren Krimiliebhabern auf der Suche nach dem Anspruch aber auch schwer behandelbare Pein verursachen.“

## Hintergrund
Nach Mörderisches Wespennest ist es der Zweite Fall für den Privatdetektiv Finn Zehender. Der Krimi hatte seine Erstausstrahlung am 16. April 2012 im ZDF, wobei er von etwa 4,65 Mio. Zuschauern gesehen wurde, was einem Marktanteil von 14,4 Prozent entsprach. Er wurde vom 8. März bis 8. April 2011 in Hamburg und Umgebung gedreht. Der dritte Teil Mörderische Jagd wurde am 15. April 2013 gesendet. Im Sommer 2013 begannen die Dreharbeiten zum vierten Teil mit dem Arbeitstitel Tödlicher Mord, der unter dem Titel Mord in Aschberg am 25. Mai 2014 erstmals auf ZDFneo ausgestrahlt wurde (Wdh. am 26. Mai 2014 im ZDF).